# Полоузівка
Полоузі́вка — село в Україні, у Андрівській сільській громаді Бердянського району Запорізької області. Населення становить 316 осіб.

## Географія
Село Полоузівка розташоване на лівому березі річки Кільтиччя, вище за течією примикає село Новотроїцьке, нижче за течією на відстані 3 км розташоване село Андрівка.

## Історія
- 1862 — дата заснування. Село Полоузівка (Палаузівка) засновано болгарами — переселенцями з містечка Кірничкі в Бессарабії на місці колишнього ногайського аулу Каяси-оглу (Кояси Оглу). Названа по прізвищу чиновника Палаузова, який сприяв розміщенню болгарських колоністів в Таврійській губернії.
- У вересні 1865 року побудований і освячений молитовний будинок в ім'я святих Кирила і Мефодія.
- За переписом 1904 року в селі проживало 952 людини, з них 102 домогосподарі.
- 7 (20) листопада 1917 року, відповідно до Третього Універсалу Української Центральної Ради, увійшло до складу Української Народної Республіки[1].